# Magellan (Suchmaschine)
Magellan war eine Websuchmaschine auf Basis eines manuell gepflegten Webkataloges. Herausgeber war die McKinley Group.
Grundlage von Magellan war das 1994 als Buch veröffentlichte Internetverzeichnis New Riders’ official Internet yellow pages. Im September 1995 wurde das Verzeichnis im Internet mit ausführlichen Bewertungen zu nahezu 30.000 Websites veröffentlicht und kontinuierlich fortgeschrieben. Der Ansatz, Websites durch Menschen bewerten zu lassen, machte Magellan zu einer der beliebtesten Suchmaschinen der frühen 1990er-Jahre.
Ein geplanter Börsengang der McKinley Group scheiterte 1996, die Eigentümer verkauften Magellan daher für 18 Millionen US-Dollar am 30. August 1996 an Excite.
Der Ansatz, Websites manuell zu bewerten, erwies sich bei der explodierenden Anzahl neuer Angebote als nicht praktikabel, so dass Magellan im April 2001 eingestellt wurde.